# Trifolium virginicum
Trifolium virginicum là một loài thực vật có hoa trong họ Đậu. Loài này được Small & Vail miêu tả khoa học đầu tiên.